# Coux-et-Bigaroque
Coux-et-Bigaroque är en kommun i departementet Dordogne i regionen Nouvelle-Aquitaine i sydvästra Frankrike. Kommunen ligger i kantonen Saint-Cyprien som tillhör arrondissementet Sarlat-la-Canéda. År 2017 hade Coux-et-Bigaroque 987 invånare.

## Befolkningsutveckling
Antalet invånare i kommunen Coux-et-Bigaroque
Referens:INSEE